# أندرسون لييتي
أندرسون لييتي (بالإنجليزية: Anderson Leite)‏ (و. 1993  م) هو لاعب كرة قدم، من البرازيل، ولد في ساو باولو، يلعب كلاعب وسط.

## روابط خارجية
- أندرسون لايت على موقع قاعدة بيانات كرة القدم.إي يو (الإنجليزية)
- أندرسون لايت على موقع Soccerway.com (الإنجليزية)